# Вінницька обласна рада
Вінницька обласна рада — представницький орган місцевого самоврядування, що представляє спільні інтереси територіальних громад сіл, селищ, міст Вінницької області.
Обласна рада складається з 84 депутатів, обирається населенням Вінницької області терміном на 5 років. Рада обирає постійні і тимчасові комісії. Обласна рада проводить свою роботу сесійно. Сесія складається з пленарних засідань і засідань її постійних комісій.
Станом на серпень 2025 року, до коаліції входять "Українська стратегія Гройсмана" (39 депутатів) та "Батьківщина" (11 депутатів). Опозиція складається з "ЄС" (11 депутатів), "Слуга народу" (8 депутатів), "За майбутнє" (7 депутатів), "Відновлення України" (7 депутатів) і один позафракційний депутат.

## Попередні скликання

### VII скликання
Блок Петра Порошенка (25)

     ВО «Батьківщина» (15)

     Радикальна партія Олега Ляшка (8)

     Об'єднання «Самопоміч» (6)

     Опозиційний блок (6)

     УКРОП (6)

     Аграрії Вінниччини (6)

     Позафракційні (12)

## Голови обласної ради

### Голови Вінницького обласного виконавчого комітету
- Лісовик Олександр Григорович — лютий — жовтень 1932 р.
- Триліський Олекса Лукич — 1932–1937 рр.
- Горяний Степан Артемович — 1937 р.
- Годов Михайло Прокопович — 1938−1941, 1944–1945 рр.
- Бурченко Дмитро Тимофійович — 1945–1948 рр.
- Дементьєв Георгій Гаврилович — 1948–1956 рр.
- Слободянюк Маркіян Сергійович — березень 1956- січень 1963 рр., січень 1963 — грудень 1964 р. (сільського), грудень 1964 — січень 1966 рр.
- Бугаєнко Леонід Григорович — січень 1966 — грудень 1967 рр.
- Таратута Василь Миколайович — грудень 1967- травень 1970 рр.
- Кавун Василь Михайлович — 1970–1978 рр.
- Темний Василь Федорович — 1978–1986 рр.
- Дідик Микола Анатолійович — листопад 1986 р. — січень 1991 р.,

### Голови Вінницької обласної ради
- Нехаєвський Аркадій Петрович — квітень 1990 — січень 1991
- Дідик Микола Анатолійович — січень 1991 — березень 1992
- Ткач Полікарп Ілліч — квітень 1992 — липень 1994
- Мельник Микола Євтихійович — липень 1994 — червень 1996
- Бондарчук Іван Миколайович — липень 1997 — квітень 1998
- Калетнік Григорій Миколайович — квітень 1998 — березень 2002
- Іванов Юрій Іванович — квітень 2002 — квітень 2006
- Заболотний Григорій Михайлович — квітень 2006 — жовтень 2010
- Татусяк Сергій Пилипович — листопад 2010 — лютий 2014
- Свитко Сергій Михайлович — лютий 2014 — листопад 2015
- Олійник Анатолій Дмитрович — листопад 2015 —листопад 2020
- Соколовий Вячеслав Петрович — з 20 листопада 2020